# Džabir Ibn Aflach
Džábir ibn Aflách, zvaný též Geber (1100–1150) byl arabský muslimský astronom a matematik, který působil v Al-Andalus (muslimském Španělsku).
O jeho životě je velmi málo známo, od Maimonida pochází údaj, že Džábir působil v Seville, kde se s ním Maimonides údajně setkal. Nedostatek biografických údajů často vedl k tomu, že byl zaměňován za jiné osoby či s nimi směšován, zejména s alchymistou Džábir ibn Hajjánem, jež byl Evropany také nazýván Geber.
Jeho nejvýznamnější příspěvky jsou astronomické, vynalezl přístroj zvaný torquetum, což bylo mechanické zařízení umožňující přechod mezi sférickými souřadnicovými systémy při pozorování. Jeho vrcholným dílem je devítidílná kniha Islah al-Madžisti (Albert Veliký ji ve svých dílech nazýval Flores), v níž kritizoval Ptolemaia a jeho Almagest, například jeho údaje o pozicích Venuše a Merkuru a mnohé jiné. V tomto jeho díle jsou též významné pasáže o trigonometrii a také o algebře, které sice nebyly špičkové, ale dílo do latiny přeložil Gerard z Cremony a silně tak ovlivnilo středověkou křesťanskou matematiku, jíž jiné arabské texty, v matematické oblasti i pokročilejší, zůstaly nedostupné (např. díla Abu'la-Wafy). Bezprostředně Džábir ovlivnil Averroese a Levi ben Geršoma. Je známo, že ještě německý matematik 15. století Regiomontanus ve svém díle De triangulis zkopíroval bez udání zdroje velké částí Afláchových textů. Byl to Gerolamo Cardano, kdo Regiomontana usvědčil z plagiátorství, nicméně dokládá to vyspělost andaluské vědy 12. století.